# Patrick Muldoon

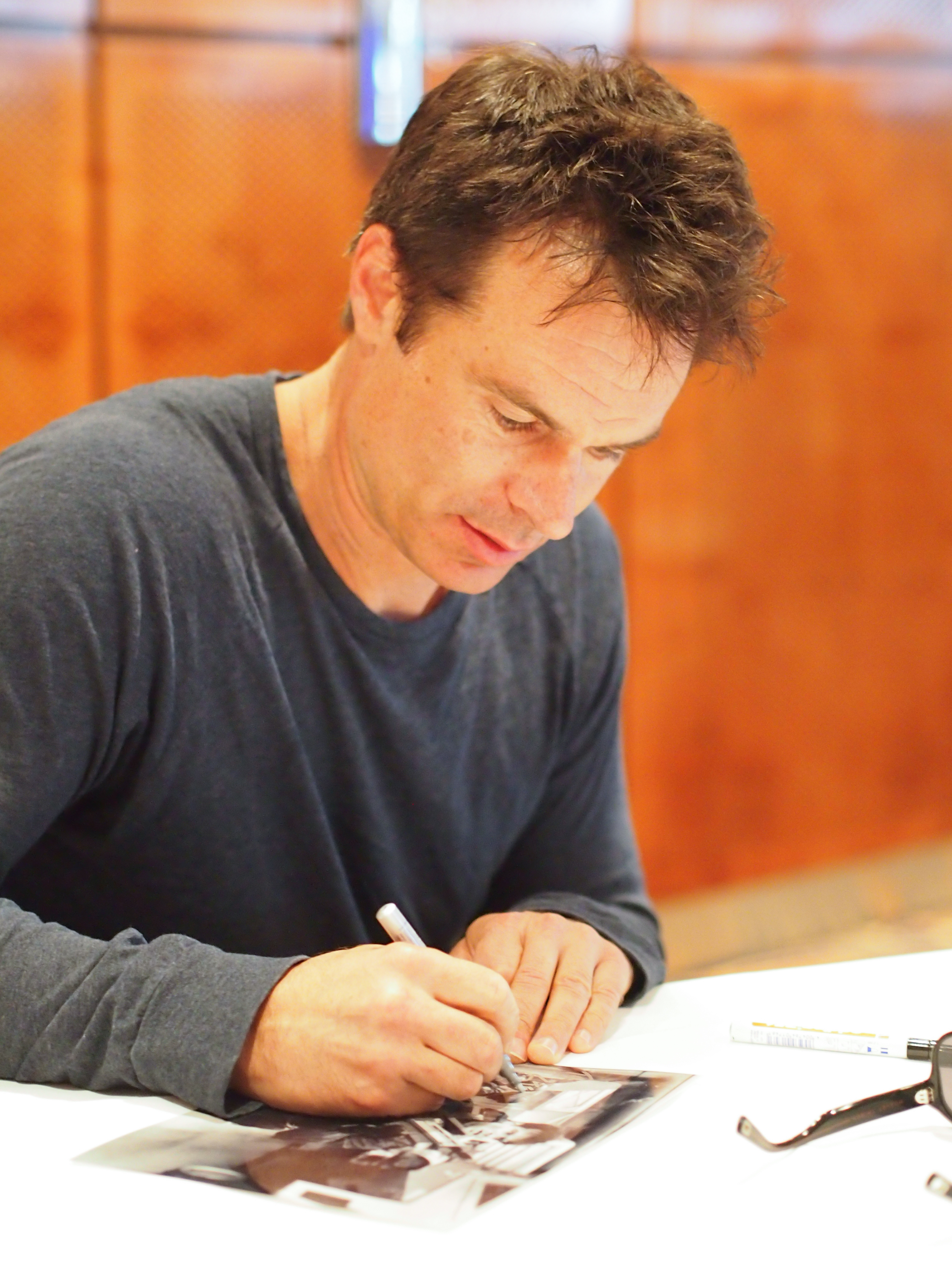
Patrick Muldoon (2013)

William Patrick Muldoon III (* 27. September 1968 in Los Angeles, Kalifornien) ist ein US-amerikanischer Schauspieler und Sänger.

## Leben
Muldoon wurde 1968 in Los Angeles im Stadtteil San Pedro geboren. Sein Vater ist irischer, seine Mutter kroatischer Abstammung. Nach Abschluss der Schule an der Loyola High School besuchte er die University of Southern California, an der er auch Football für die USC Trojans spielte. Im Jahr 1989 wurde er als Modell für den Men of U.S.C. Kalender fotografiert, was ihm einen Modellvertrag und Shootings für Calvin Klein einbrachte.
Später wendete er sich dem Schauspiel zu und nach Rollen in mehreren Fernsehserien folgte 1993 mit Rage and Honor II seine erste Verpflichtung für einen Spielfilm. Von 1995 bis 1996 folgte eine größere Rolle in der Fernsehserie Melrose Place.
Einem größeren Publikum wurde er 1997 in der Rolle des Zander Barcalow in Paul Verhoevens Science-Fiction-Film Starship Troopers bekannt.
Danach folgten vor allem Rollen in kleineren Direct-to-Video- und Mockbuster-Produktionen.
Neben seiner Tätigkeit als Schauspieler ist Muldoon auch als Musiker aktiv und Sänger der Band The Sleeping Masses.

## Filmografie (Auswahl)
- 1990: Wer ist hier der Boss? (Who’s the Boss?, Fernsehserie)
- 1991: California High School (Saved by the Bell, Fernsehserie)
- 1992: Palm Beach-Duo (Silk Stalkings, Fernsehserie)
- Seit 1992: Zeit der Sehnsucht (Days of our Lives, Fernsehserie)
- 1993: Rage and Honor II
- 1993: Night Sins (Fernsehfilm)
- 1994: Winter Heat (Fernsehfilm)
- 1995–1996: Melrose Place (Fernsehserie)
- 1996: Familienmord (Fernsehfilm)
- 1997: Starship Troopers
- 1998: Bad Girl – Mord ist keine Lösung (Wicked)
- 1998: Black Cat Run – Tödliche Hetzjagd (Black Cat Run, Fernsehfilm)
- 1998: The Second Arrival – Die Wiederkehr (The Second Arrival)
- 1999: Stigmata
- 2000: Chain of Command – Helden sterben nie (Chain of Command)
- 2000: Red Team
- 2002: Bad Karma
- 2002: Heart of America
- 2004: A Boyfriend for Christmas
- 2006: Miracle Dogs Too
- 2006: Military Intelligence and You!
- 2007: Ice Spiders
- 2008: Broken Angel
- 2008: Christmas Town – Die Weihnachtsstadt (Christmas Town)
- 2009: The Steam Experiment
- 2010: Last Will
- 2010: Sindbads Abenteuer (The 7 Adventures of Sinbad)
- 2011: Milf Money (Fernsehfilm)
- 2011: Born to Ride
- 2013: Spider City – Stadt der Spinnen (Spiders 3D)
- 2014: Finders Keepers (Fernsehfilm)
- 2014: Ein Hund rettet Ostern (The Dog Who Saved Easter)
- 2015: Ein Hund rettet den Sommer (The Dog Who Saved The Summer, Fernsehfilm)
- 2016: Little Dead Rotting Hood – Keine Angst vorm bösen Wolf (Little Dead Rotting Hood)
- 2020: Kings of Hollywood (The Comeback Trail)
- 2021: Vanquish
- 2022: Marlowe